# 千鳥橋ジャンクション

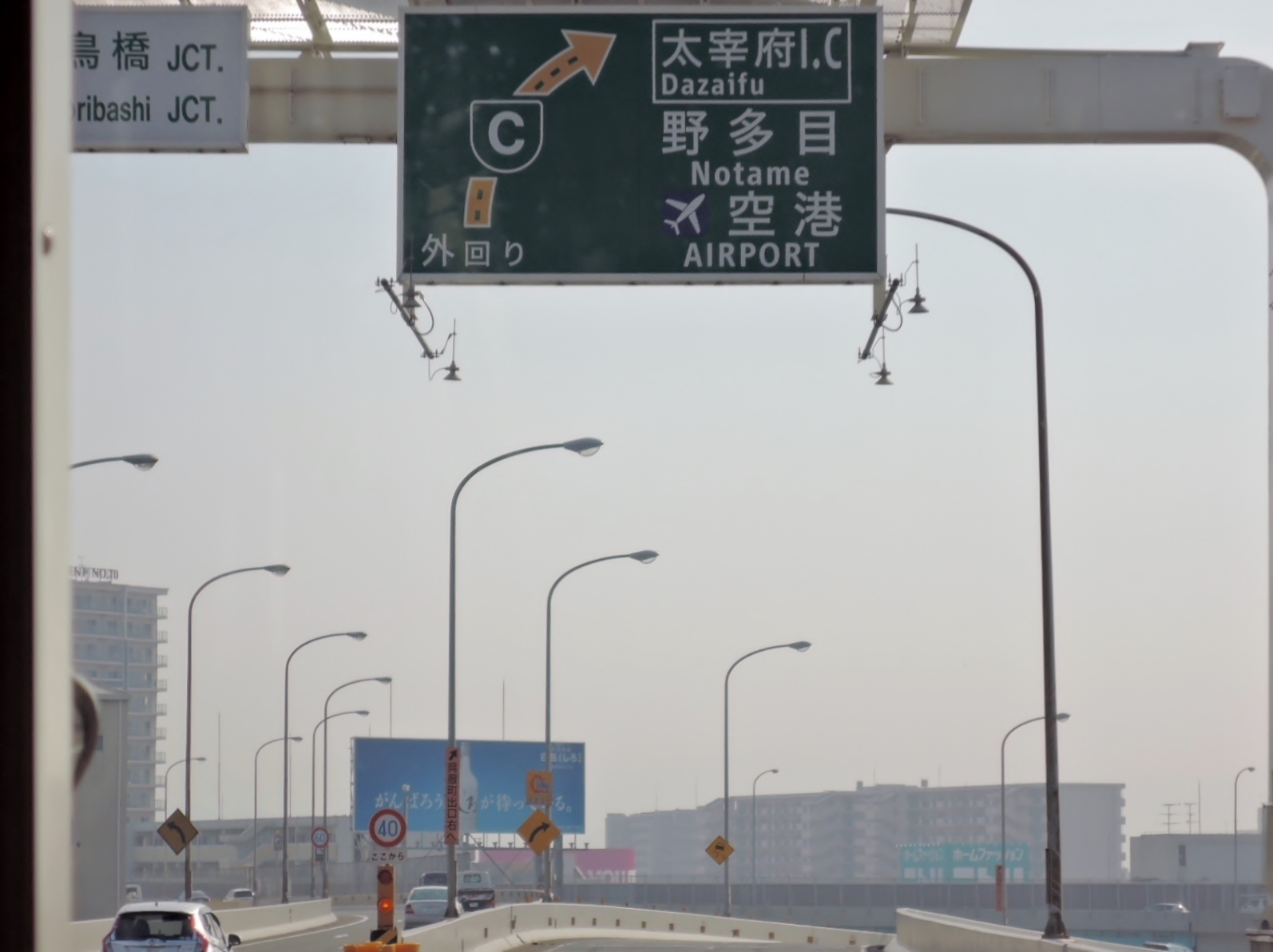
福岡高速道路1号線千鳥橋JCT。天神方面から太宰府IC方面（環状線外回り）へ向かう分岐を撮影。左側の道路は、福岡IC、香椎方面へ向かう。

千鳥橋ジャンクション（ちどりばしジャンクション）は福岡県福岡市博多区にある福岡高速道路の環状線と1号香椎線を結ぶジャンクションである。

天神北・福重方面、福岡IC・貝塚、香椎方面、博多駅・空港・太宰府IC方面との間の車が集中するため、深夜を除いて終日、車の流れが激しい。

## 接続している路線
- 福岡高速環状線
- 福岡高速1号香椎線

## 隣
福岡高速環状線
(108)築港出入口 - 千鳥橋JCT -  (201)呉服町出入口
福岡高速1号香椎線
(106,107)東浜出入口 - 千鳥橋JCT